# António Pardal Monteiro
António Pedro Batista Pardal Monteiro CvSE (Pero Pinheiro, Montelavar, Sintra, 31 de Dezembro de 1928 — 17 de Novembro de 2012) foi um arquitecto e professor português .
Era filho do industrial Basílio Pardal Monteiro e de Adelina Batista Pardal Monteiro, doméstica, ambos naturais de Pero Pinheiro. Era sobrinho do arquiteto Porfírio Pardal Monteiro.
A 6 de setembro de 1950, casou na Igreja de Santa Maria, freguesia de Santa Maria e São Miguel, em Sintra, com Isabel Maria da Conceição Leitão de Barros Cottinelli Telmo (Santa Isabel, Lisboa, c. 1930), filha do arquiteto e cineasta Cottinelli Telmo e de Maria Luísa Marques Leitão de Barros (Santa Isabel, Lisboa, c. 1897). Foi padrinho de casamento o cineasta José Leitão de Barros, tio da noiva.
Obteve o Diploma de Arquitecto em 1957 na Escola de Belas-Artes de Lisboa.
Colaborador próximo de Porfírio Pardal Monteiro, seu tio, enquanto estudante e estagiário, António Pardal Monteiro deu continuidade ao seu atelier e a alguns trabalhos, com a colaboração de Anselmo Fernandez (1918-2000) (colaborador daquele desde os anos 40).
Assegurou a continuidade do atelier e a conclusão de obras de grande vulto ainda em fase de projecto à data da morte de Porfírio Pardal Monteiro (1897-1957) . António Pardal Monteiro passou a ser o responsável pelas obras da cidade universitária - faculdades de Direito e de Letras, e Reitoria da Universidade de Lisboa - assim como da Biblioteca Nacional, edifícios em cujos projectos já trabalhava.
Mais tarde, em 1986, foi fundada, por António Pardal Monteiro e três de seus filhos arquitectos a sociedade Pardal Monteiro Arquitectos
Foi ainda autor de outras obras importantes, como o Instituto Nacional de Saúde Doutor Ricardo Jorge (1973/1998) e das obras de remodelação e ampliação do Instituto Superior Técnico, Lisboa (1970/1985) .
Entre 1976 e 1999 foi professor na Escola Superior de Belas-Artes de Lisboa/Faculdade de Arquitetura da Universidade Técnica de Lisboa . 
Foi feito Cavaleiro da Ordem Militar de Sant'Iago da Espada a 5 de Janeiro de 1962 pela sua actuação na construção dos edifícios centrais da Cidade Universitária de Lisboa.